# لله‌های اجباری
لَـلِه‌های اجباری (انگلیسی: Rob-B-Hood) یک فیلم در ژانر رزمی و کمدی به کارگردانی بنی چان است که در سال ۲۰۰۶ منتشر شد. از بازیگران آن می‌توان به لوئیس کو، شارلین چوی، گائو یوان یوان، یوئن بیائو، و جکی چان اشاره کرد.